# Uehlfeld

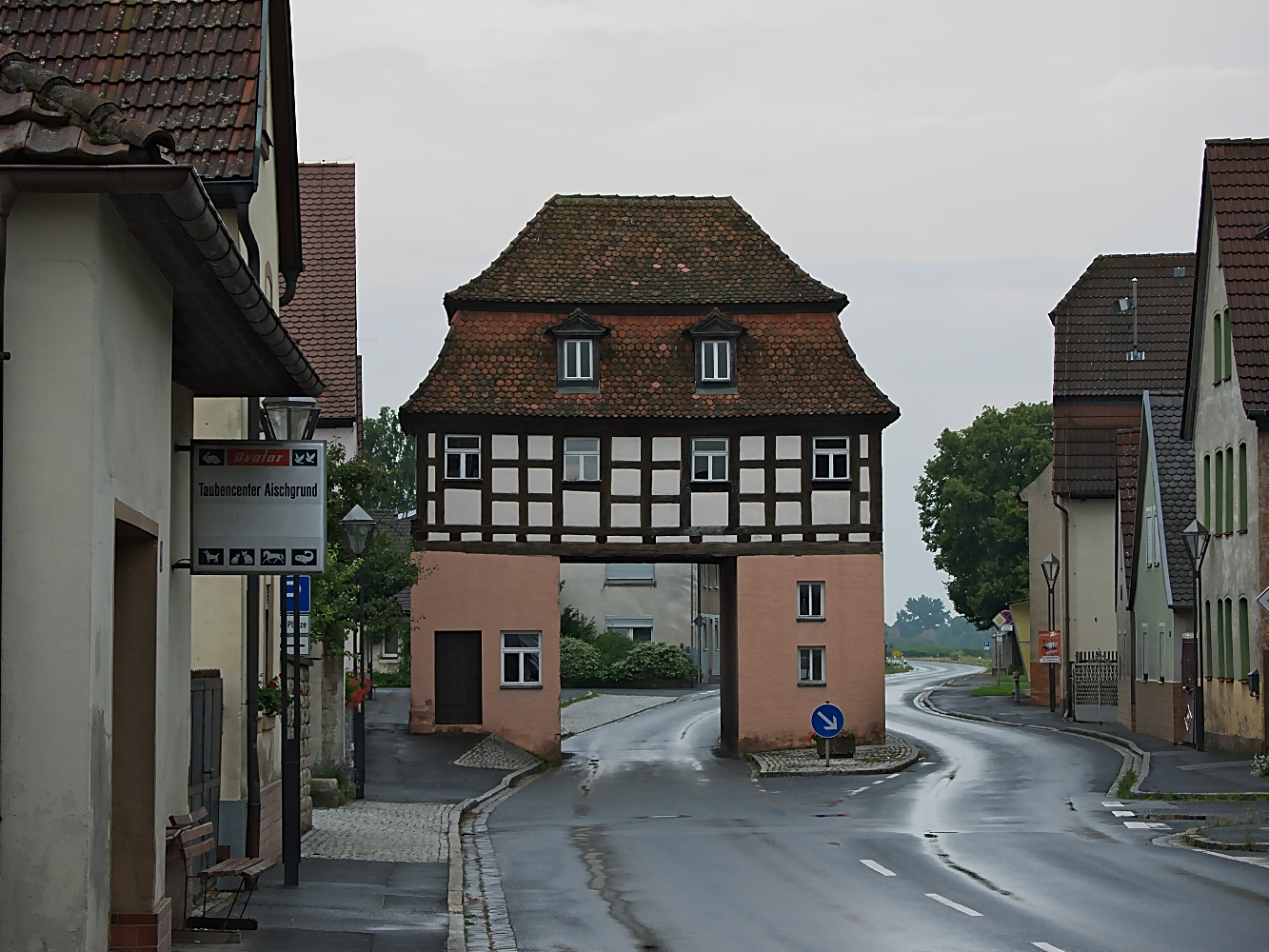
Uehlfeld

Uehlfeld este o comună-târg din districtul Neustadt an der Aisch-Bad Windsheim, regiunea administrativă Franconia Mijlocie, landul Bavaria, Germania.

## Geografie

### Comunități constitutive
Uehlfeld are 13 districte:
- Demantsfürth
- Egelsbach
- Eselsmühle
- Gottesgab
- Hohenmühle
- Nonnenmühle
- Peppenhöchstädt
- Rohensaas (mai devreme Rohensaß)
- Schornweisach
- Tragelhöchstädt
- Uehlfeld
- Voggendorf
- Wallmershof

### Comunitățile învecinate
Comunitățile vecine sunt (în sens orar dinspre nord): Lonnerstadt, Hoechstadt an der Aisch, Weisendorf, Dachsbach, Gutenstetten, Münchsteinach, Vestenbergsgreuth.